# Gruta dos Montanheiros
A Gruta dos Montanheiros é uma gruta portuguesa localizada na freguesia de São Roque do Pico e concelho de São Roque do Pico, ilha do Pico, arquipélago dos Açores.
Esta cavidade apresenta uma geomorfologia de origem vulcânica em forma de tubo de lava de encosta. Apresenta um comprimento de 1805 m. por uma largura máxima de 8.7 m. e uma largura também máxima de 8 m. esta estrutura faz parte da Rede Natura 2000.

## Espécies observáveis
- Dorycranosus angustatus Acari-Oribatei Liacaridae
- Pelecopsis parallela Araneae Linyphiidae
- Rugathodes pico Araneae Theridiidae
- Xysticus nubilus Araneae Thomisidae
- Eluma purpurascens Crustacea Armadillidiidae
- Trechus montanheirorum Coleoptera Carabidae
- Trechus picoensis Coleoptera Carabidae
- Anchus ruficornis Coleoptera Carabidae
- Laemosthenes complanatus Coleoptera Carabidae
- Proteinus atomarius Coleoptera Staphylinidae
- Arrhopalites caecus Collembola Arrhopalitidae
- Pseudosinella azorica Collembola Entomobryidae
- Lepidocyrtus curvicollis Collembola Entomobryidae
- Folsomia fimetaria Collembola Isotomidae
- Onychiurus n. sp. Collembola Onychiuridae
- Cixius azopicavus Homoptera Cixiidae
- Lasius niger Hymenoptera Formicidae
- Argyresthia atlanticella Lepidoptera Yponomeutidae